# Guido von Haerdtl
Guido von Haerdtl, též Guido von Härdtl (23. února 1859 Vídeň – 20. července 1928 Vídeň), byl rakousko-uherský, respektive předlitavský státní úředník a politik, v letech 1908–1911 ministr vnitra Předlitavska.

## Biografie
Vystudoval právo na Vídeňské univerzitě a na Univerzitě Heidelberg. Od roku 1881 pracoval ve státních službách v zemské vládě v Salcbursku. Pak byl povolán jako koncipient na ministerstvo vnitra. Zde pak zastával různé posty. V roce 1905 působil jako šéf legislativního odboru ministerstva. Podílel se na odborné přípravě vládních návrhů volební reformy a zákona o státních zaměstnancích ve vládách Paula Gautsche a Maxe Becka. V letech 1906–1908 byl spolupracovníkem ministra vnitra Richarda von Bienertha.
Vrchol jeho politické kariéry nastal počátkem 20. století, kdy se za vlády Richarda Bienertha sám stal ministrem vnitra. Funkci zastával v období 15. listopadu 1908 – 9. ledna 1911. Na postu ministra se zastával práv německých studentů na německé univerzitě v Praze a podporoval ustanovení němčiny jako oficiální úřední řeči v Horních i Dolních Rakousích, čímž vyvolal kritiku českých politiků na svou osobu.
Po odchodu z vlády působil jako prezident soudního senátu Správního soudního dvora. V roce 1914 se stal sekčním šéfem ministerstva vnitra.